# Rezerwat przyrody Uroczysko Węglińskie
Uroczysko Węglińskie – rezerwat przyrody w województwie lubuskim, położony na terenie gmin Gubin i Brody. Zajmuje powierzchnię 6,82 ha (akt powołujący podawał 6,95 ha). Obejmuje stary drzewostan dębowy i bukowy w wieku 100–200 lat z kilkunastoma egzemplarzami pomnikowymi w tym: 3 dęby o obwodzie około 320 cm, modrzew o obwodzie 170 cm i sosna o obwodzie 200 cm.
Rezerwat leży w granicach specjalnego obszaru ochrony siedlisk „Jeziora Brodzkie” PLH080052 sieci Natura 2000. Jest objęty ochroną czynną.

## Podstawa prawna

### Akt powołujący
- Zarządzenie Ministra Ochrony Środowiska i Zasobów Naturalnych z dnia 19 lutego 1987 r. w sprawie uznania za rezerwaty przyrody (M.P. z 1987 r. nr 7, poz. 55).

### Inne akty prawne
- Obwieszczenie Wojewody Lubuskiego z dnia 16 stycznia 2002 r. w sprawie ustalenia wykazu rezerwatów przyrody utworzonych do dnia 31 grudnia 1998 r. (Dz. Urz. Województwa Lubuskiego Nr 12, poz. 144)[3]
- Zarządzenie Nr 12/2012 Regionalnego Dyrektora Ochrony Środowiska w Gorzowie Wielkopolskim z dnia 28 lutego 2012r. w sprawie rezerwatu przyrody „Uroczysko Węglińskie” (Dz. Urz. Województwa Lubuskiego	poz. 718)

## Cel ochrony
Celem ochrony jest zachowanie naturalnego, wielogatunkowego starodrzewu z licznym udziałem dębów pomnikowych.

## Powierzchnia pod ochroną
W skład rezerwatu wchodzi obszar o powierzchni 6,82 ha w tym: w powiecie krośnieńsko-odrzańskim, gm. Gubin, obrębie ewidencyjnym m. Mielno o powierzchni 6,34 ha (dz. nr 237/1 – 1,82 ha, dz. nr 238/4L – 4,12 ha, dz. nr 238/3 – 0,40 ha), w powiecie żarskim, gm. Brody, obrębie ewidencyjnym Suchodół o powierzchni 0,48 ha (dz. nr 203 – 0,48 ha), w zarządzie Nadleśnictwa Gubin.